# 碗窑乡
碗窑乡是中华人民共和国浙江省衢州市江山市下辖的一个乡。
2017年9月28日，浙江省人民政府批复同意将碗窑乡双龙村、桑淤村、协里村划归虎山街道管辖。调整后，碗窑乡辖9个行政村，乡政府驻地不变（淤头基1号）。

## 行政区划
碗窑乡下辖以下村级行政区划单位：
源口村、天井村、和源村、府前村、达河村、金龙村、红石桥村、碗窑村和凤凰村。